# Saint-Esprit
Saint-Esprit – miasto na Martynice (departament zamorski Francji). Według danych szacunkowych na rok 2008 liczy 8 619 mieszkańców.